# Clube do Remo
Clube do Remo este un club de fotbal din Belém, Pará, Brazilia.

## Lotul actual
La 6 iunie 2015.
| Nr. |          | Poziție | Jucător           |
| --- | -------- | ------- | ----------------- |
|     | Brazilia | P       | Fernando Henrique |
|     | Brazilia | P       | Fabiano           |
|     | Brazilia | P       | César Luz         |
|     | Brazilia | F       | Max               |
|     | Brazilia | F       | Igor João         |
|     | Brazilia | F       | Ciro Sena         |
|     | Brazilia | F       | Yan               |
|     | Brazilia | F       | Henrique          |
|     | Brazilia | F       | Levy              |
|     | Brazilia | F       | George Lucas      |
|     | Brazilia | F       | Alex Ruan         |
|     | Brazilia | M       | Chicão            |
|     | Brazilia | M       | Nádson            |

| Nr. |          | Poziție | Jucător       |
| --- | -------- | ------- | ------------- |
|     | Brazilia | M       | Felipe Macena |
|     | Brazilia | M       | Warian Santos |
|     | Brazilia | M       | Ilaílson      |
|     | Brazilia | M       | Juninho       |
|     | Brazilia | M       | Eduardo Ramos |
|     | Brazilia | M       | Ratinho       |
|     | Brazilia | A       | Edicleber     |
|     | Brazilia | A       | Sílvio        |
|     | Brazilia | A       | Welthon       |
|     | Brazilia | A       | Aleílson      |
|     | Brazilia | A       | Léo Paraíba   |
|     | Brazilia | A       | Rafael Paty   |

## Palmares
- Campeonato Brasileiro Série C: 1

2005
- Campeonato Paraense: 44

1913, 1914, 1915, 1916, 1917, 1918, 1919, 1924, 1925, 1926, 1930, 1933, 1936, 1940, 1949, 1950, 1952, 1953, 1954, 1960, 1964, 1968, 1973, 1974, 1975, 1977, 1978, 1979, 1986, 1989, 1990, 1991, 1993, 1994, 1995, 1996, 1997, 1999, 2003, 2004, 2007, 2008, 2014, 2015